# Uvik
Uvik is een monotypisch geslacht van spinnen uit de  familie van de Cyatholipidae.

## Soort
- Uvik vulgaris Griswold, 2001